# Puzant Topalian
Puzant Topalian (en arménien Բիւզանդ Թօփալեան), né à Aïntab (Asie mineure) en 1902 et mort à Deuil-la-Barre (Val-d'Oise) le 30 avril 1970, est un poète, peintre et éditeur-imprimeur arménien.

## Biographie

### Enfance et jeunesse entre Aïntab et Alep
En 1890, Hovhannês Effendi Topalian (1853-1932) épouse en secondes noces Sandoukht (Sanêm) Kéchichian. Ils vivent à Marash (anciennement Germanicia) en Cilicie, au pied des monts de l’Anti-Taurus. Hovhannês Topalian était membre du tribunal. Il est désigné pour défendre la cause des paysans de Gaban, Sisné et Boundouc, qui se sont vus confisquer leurs terres par la famille Bayazid Zadé. En raison de son esprit de justice, il subit l'oppression des autorités locales et est contraint de s'échapper de Marash en 1895. Il vient s’installer à Aïntab, où il est directeur de la Régie des tabacs.
Puzant Topalian, deuxième des cinq enfants de Hovhannês et Sandoukht, est né en 1902. Il fait ses études primaires au Collège arménien Nersessian de Aïntab. En 1915, lorsqu'a lieu le génocide des Arméniens, la famille Topalian est déportée à Alep (Syrie). Dès l'adolescence, Puzant manifeste son goût pour le dessin et la peinture. La citadelle d'Alep et les paysages environnants lui inspireront ses premiers dessins. En raison de la fermeture des écoles, il fait son apprentissage dans une imprimerie.
En 1919, après l’armistice et l'occupation de Aïntab et de Marash par les Français et les Anglais, les Topalian, comme des milliers d'Arméniens, retournent à Aïntab, remplis d'espoir. Puzant intègre le Central Turkey College (en). À 17 ans, il vend des fournitures scolaires dans une minuscule boutique comportant juste une petite table sur laquelle sont disposés cahiers, papier, plumes, crayons, bouteilles d'encre. Puzant et ses amis Avédis Der Sahaguian et Antranik Bulbulian (futur Père Karékine) rédigent un petit journal manuscrit intitulé Ծաղիկ (La Fleur), dont trois numéros paraissent. Lorsqu'en 1920 l'armée française quitte subitement la Cilicie, les Arméniens sont à nouveau livrés aux massacres des Turcs. Puzant se trouve dans l'obligation de fermer sa boutique. Après des mois d'épouvante et d'horreur, la lutte pour la vie ou la mort fait place au mouvement d'autodéfense d'Aïntab, qui durera dix mois, du 1er avril 1920 au 8 février 1921.
Fort de l'expérience qu'il a acquise à l'imprimerie de Joseph Adjémi à Alep, Puzant fait l'acquisition en 1921 d'une petite presse à bras. Avec Avédis Der Sahaguian, il loue une boutique pour réaliser des travaux de ville : faire-part de mariage, étiquettes de bouteilles monochromes, etc. Par la suite, ils exécuteront des travaux pour l'état-major français. Puzant collabore à des revues littéraires et artistiques de Syrie, du Liban et de France, sous son véritable nom ou sous le pseudonyme de P. Ardzan.
En 1922, en raison de l'évacuation générale d'Aïntab, les Topalian émigrent définitivement à Alep. Puzant est typographe au quotidien Սուրիական Մամուլ (La Presse syrienne). Lui et ses amis décident de publier un journal littéraire satirique intitulé Մեղու (L'Abeille). 7 numéros polycopiés paraissent entre octobre 1923 et mars 1925, dans lesquels on retrouve les premières poésies de Puzant, signées « P. Ardzan », et ses caricatures. Ce journal, qui fustige les personnalités syriennes et arméniennes locales, les mœurs et les mentalités, est distribué aux autorités, aux intéressés, aux clubs des partis, aux directions des écoles, aux associations compatriotiques. L'identité des rédacteurs — qui ont tous signé leurs articles d'un pseudonyme — restera une énigme.
Équipé d'une petite presse à pédale, Puzant fonde en 1925, avec son frère Hampartzoum, l’Imprimerie Arax, dans une boutique du quartier Salibé d'Alep. Un an après, l'imprimerie est transférée au 39 de la rue Tilel. À côté des travaux de ville, Topalian imprime des almanachs, des mensuels, des livres en arménien (livres d'histoire, de prières, etc.), en turc (écrit en caractères arméniens), en anglais (grammaires) et en français. En 1926, il devient directeur de l'almanach Տաթեւ, կրօնական տարեցոյց (Datév : almanach religieux), fondé par le Père Ardavazd Surméyan, prélat du diocèse de Péria (Alep), qui en est le rédacteur. Il a su joindre à l'époque un réel goût artistique au travail d'impression. De nature timide et modeste, Puzant hésite à publier ses poésies. Poussé par ses amis, il adresse un exemplaire de son recueil de poésies à Vahan Tékéyan, considéré comme le « Prince de la poésie arménienne », afin de prendre son avis autorisé. La réponse de celui-ci est positive et sa lettre figurera en tête de l'ouvrage Այգահանդէս, քերթուածներ, 1924-1929 (Chants d’aurore, poésies, 1924-1929),,, lors de sa publication en 1930.

### Paris

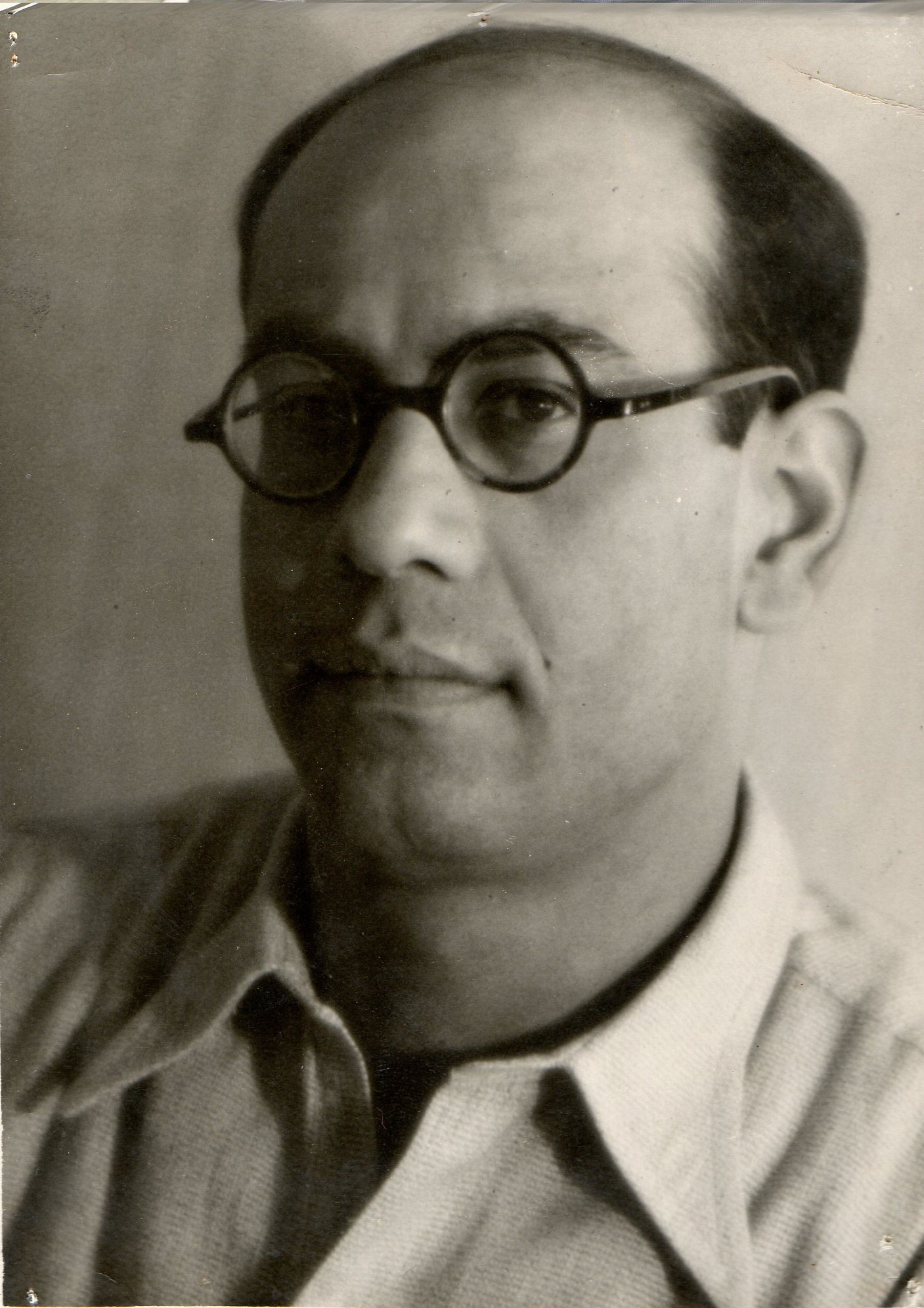
Puzant Topalian dans les années 1930.

Puzant et son frère Hampartzoum entreprennent un voyage à Paris, où se trouvait déjà leur frère Khosrov. Tous trois établissent l’Imprimerie Arax. Puzant assiste aux cours de l’Académie Julian et de l’Académie de la Grande Chaumière. Le groupe littéraire Menk (Մենք, littéralement « Nous »), constitué de quinze jeunes écrivains rescapés du génocide qui avaient trouvé refuge à Paris, lance une revue du même nom, dont le premier numéro voit le jour le 20 avril 1931. Le manifeste figurant en tête de ce numéro est signé : Nichan Béchiktachlian, Ghévont Méloyan, Nigoghos Sarafian, Chavarch Nartouni, Puzant Topalian, Zareh Vorpouni, Chahan Chahnour, etc. Apprenant la mort de ses parents et de son frère Noubar, après 1932, Puzant ne retournera pas à Alep. Sa sœur Loucine viendra le rejoindre à Paris.
En 1936, Topalian publie Արեւագալ (Chants solaires), poésies, fort bien accueilli par la critique pour ses innovations techniques,,,.
En sa qualité d’imprimeur, il sert activement la résistance dans les années 1943-45. Il est décoré de la Croix de l’Épée d’Arménie 1939-45. En 1945, il expose au Salon des Artistes Libres Arméniens à Paris au Studio Caumartin.
P. Topalian fait partie, avec Lévon Mozian et Lévon Tchormissian (puis Mesrob Kouyoumdjian), du comité de rédaction de l'hebdomadaire Arevmoudk (Արեւմուտք, « Occident »), fondé le 18 mars 1945,. Ce journal réunit des écrivains et des intellectuels arméniens et prône le rassemblement. Il cesse de paraître en mars 1952.
Le 26 avril 1948, Puzant Topalian épouse Sonia Markarian. La cérémonie est présidée par Mgr Ardavazd Surméyan, prélat des Arméniens de France et de Belgique (ex-prélat du diocèse d'Alep). Le couple s’installe à Enghien-les-Bains.
En 1950, Topalian publie les recueils de poésies intitulés Հրախաղութիւն (Feu d'artifice) et Համայնական Սէր (Amour universel),,,, où sont perceptibles les échos de la guerre encore proche.
En 1952, il fonde la revue littéraire et artistique bilingue Անդաստան (Andastan) (Patrimoine culturel), considérée par la critique comme un événement littéraire,,,,. Elle paraîtra jusqu'en juillet 1969. Parallèlement, des soirées littéraires sont organisées par la revue. Topalian se consacre également à la peinture, à la décoration et à l’illustration de livres. Il fait régulièrement des envois au Salon des indépendants, au Salon de l'école française, etc., et participe à de nombreuses expositions de groupe.
En 1955, l'Imprimerie Araxes fait paraître le premier volume de la collection Rythmes, dont le but est de défendre la poésie et de publier des œuvres inédites.
Le Jour du Monde, poème en français écrit comme argument à l’ode pour chœur et orchestre d'Ohan Dourian (en), dédié à Jean Martinon (diffusé sur les ondes de l’ORTF), paraît en 1956. La même année est fondée la revue Rythmes et couleurs, éditée jusqu'en 1970 par le Centre littéraire et artistique Le Carrefour. Le directeur en est Roger Ville, Topalian faisant partie du comité de rédaction. La rédaction et l'impression de la revue sont réalisées à l'Imprimerie Araxes.
En 1957, la revue Andastan organise deux soirées : la première, à thématique de musique arménienne, le 30 mars ; la seconde, à caractère littéraire, avec la participation de Marcel Delannoy, Luc-André Marcel, Garo Poladian et Vahé Katcha, le 21 novembre.
La cérémonie d'inauguration du Mémorial à Daniel Varoujan a lieu à l'Université de Gand en Belgique le 9 février 1958. Topalian est membre du comité éditorial chargé de l'ouvrage publié à cette occasion. Une soirée Andastan se tient le 21 février 1958, lors de la parution de la traduction en arménien du roman de Vahé Katcha intitulé L'Hameçon,.
En 1960, P. Topalian publie Արձանագիր, 1951-1959 (Gravure, 1951-1959), poésies,,,,,. Le 4 décembre 1960 est célébré le jubilé de Hratchia Der Nersessian pour ses 60 ans d'activité dans le monde de l'imprimerie, de l'édition et du journalisme. P. Topalian fait partie du comité d'organisation de cette célébration.
Une soirée en hommage à William Saroyan et pour le 10e anniversaire de la revue Andastan est organisée le 10 avril 1961. Ont également pris part à cette soirée : Luc-André Marcel, Haïg Berbérian, Daria Gamsaragan, Vahé Katcha et Jansem,,.
En 1961, Puzant Topalian est invité en Arménie pour exposer ses tableaux à la Maison des artistes à Erevan,. Le vernissage a lieu le 16 mai. Գրական ամսաթերթ (Journal littéraire),, fondé en décembre 1961, constitue un supplément mensuel à la revue Andastan. Topalian est membre du comité de rédaction, avec Avédis Alixanian, Bedros Zaroyan, Zareh Vorpouni et Kégham Kerestedjian. Le journal présente des entretiens avec des écrivains français comme Hubert Juin, Tristan Tzara, Arthur Adamov. Il paraît jusqu'en décembre 1962.
L'Imprimerie Araxes publie en 1962 le premier volume de la collection Les Contemporains, ainsi que le recueil de Topalian intitulé Inscrit, poésies, adaptation française de Արձանագիր. Du 19 juin au 25 juillet 1962, Topalian expose à Paris à la Galerie Framond,,,,,,.
Topalian participe à une exposition de groupe à la Galerie Framond, organisée à l'occasion du 15e anniversaire de la galerie, du 7 juin au 15 juillet 1963,,. Il prend part également à une exposition d'œuvres de peintres français d'origine arménienne, au Grand Hôtel moderne à Paris, les 25 et 26 octobre 1963, les œuvres exposées étant offertes par les artistes à la Galerie nationale d'Arménie. Cette dernière leur consacrera une exposition, inaugurée le 5 avril 1964. La même année, Topalian publie le recueil Լուսածնունդ (Luminescence), poésies.
Topalian fonde en 1965 la revue bilingue de poésie Message, dont il assume la direction, Jean Groffier étant le rédacteur en chef,. 10 nos  de la revue paraîtront jusqu'en 1968. On y trouve des contributions d'Hubert Juin, Henri Bosco, Henri Queffélec, Roger Caillois, Heather Willings, Paul Bazan, etc. Les Topalian s’installent à Deuil-la-Barre.
Du 24 janvier au 4 février 1967, Puzant Topalian expose ses œuvres à la Galerie Manoug à Beyrouth,,,,,,. Le 23 janvier, P. Topalian a tenu une conférence de presse pour la télévision libanaise et les correspondants de la presse étrangère et de la presse arménienne. Une soirée littéraire organisée en son honneur par l'Union des écrivains arméniens du Liban et l'Université Haigazian de Beyrouth a lieu le 4 février. Il effectue un pèlerinage à Alep, où une soirée d'hommage lui est rendue par l'Académie Sarian le 17 février.
En 1968, Topalian publie la revue Rythmes : arts plastiques, lettres, musique, spectacles, dont il est le directeur, Roger Ville étant le rédacteur en chef. S'y trouvent des inédits de Jean Cocteau et Jean Giono. Publication en République d’Arménie d’un recueil rétrospectif des œuvres poétiques de P. Topalian dans la collection Écrivains de la Diaspora. Le 25 avril 1968, lors de « L'Après-midi du livre et du disque » organisé dans le cadre des « 6 jours du Yan's Club », Puzant Topalian signe ses derniers ouvrages.
Il participe à la première exposition des artistes de l’Association d’art Thoros Roslin qui se tient du 7 au 24 mai 1969 au Centre culturel portugais à Paris,.
Le 24 octobre 1969 s'ouvre à la Maison des Peintres de Erevan la seconde exposition de Topalian en Arménie. Le poète Vahakn Tavtian dit de lui : « [Topalian] est un poète en peinture et un peintre en poésie »,,. Il était membre de la Société des Gens de Lettres Arméniens de France et de l’Association des Peintres Arméniens de Paris.
Puzant Topalian meurt subitement à son domicile le 30 avril 1970,,,. Ses obsèques ont lieu à la Cathédrale arménienne Saint-Jean-Baptiste de Paris le 4 mai. Il est inhumé au cimetière de Deuil-la-Barre. Nazareth Topalian écrit dans son élégie : « [Puzant Topalian] recherchait avant tout la beauté : la beauté en poésie, la beauté en peinture, la beauté dans le métier du livre ».

### Hommages posthumes
En 1970 est publié un recueil de poésies choisies intitulé P. Topalian dans la Collection Poésie arménienne contemporaine de la Diaspora. Deux soirées commémoratives en hommage à Puzant Topalian sont organisées en 1970 : l'une à Montréal par le Comité culturel Mamikonian, le 13 juin, l'autre à Paris, à l'Hôtel moderne, par la Société des Gens de Lettres Arméniens de France, le 11 décembre. Fin 1970, les archives de P. Topalian sont déposées au Musée d'art et de littérature Tcharents à Erevan, le reliquat sera adressé en 1991, après le décès de Sonia Topalian.
En 1976, la Quatra publie un choix de poèmes de Topalian sous le titre Դաշտանկար (Paysage). Dans le cadre de la « Biennale Quatra 77 », qui a lieu du 24 au 27 mars 1977 à la Galerie Framond, des peintures de Topalian sont présentées dans une exposition de groupe.
Une exposition itinérante aux États-Unis a lieu en 1979 : A Century of French-Armenian Painting, 1879-1979. Topalian figure au nombre des « 30 artistes arméniens les plus représentatifs de France » présentés dans cette exposition.
Du 14 au 16 mai 1982, la Maison de la culture arménienne d’Alfortville propose une exposition de peinture Sonia et Puzant Topalian, Jacques Aslanian.

## L'Imprimerie Araxes (ex-Imprimerie Arax)
Établie à Paris en 1930 au 221, rue La Fayette, puis, en 1933, au 26bis, rue Château Landon, enfin, à partir de 1935, au 46, rue Richer, l’Imprimerie Araxes est le lieu de rencontre d'écrivains, artistes et intellectuels arméniens de tous bords, ainsi que de visiteurs venant de l’étranger. Topalian encourage pleinement les jeunes chez qui il décèle du talent. Il sait s’entourer également d’écrivains français qui s’intéressent à la littérature et à l’art arméniens.
Vasken Chouchanian, Chahan Chahnour, Hratch Zartarian et Puzant Topalian ont formé le noyau d'un mouvement qui a apporté du sang nouveau à une littérature « assassinée ». Durant la Seconde Guerre mondiale, Topalian a été l'élément fédérateur autour duquel se sont rassemblées les forces dispersées.
Pendant 40 ans, l’Imprimerie Araxes a publié des centaines de livres, de journaux et de revues en arménien, constituant ainsi le témoin d'une période spécifique de la littérature arménienne occidentale. Selon Krikor Beledian : « Des imprimeries arméniennes de la capitale (Araxes de P. Topalian) sortent la plupart des romans et recueils de poèmes qui ont fait date dans les annales de la littérature arménienne ».

## La revueAndastan
La revue Andastan : arts et littérature est fondée à Paris en mars 1952 par Puzant Topalian et imprimée en son imprimerie Araxes. 18 numéros ont été publiés, d'une périodicité trimestrielle, puis annuelle, le dernier numéro datant de juillet 1969.
De par sa modernité et son ouverture sur le monde extérieur, Andastan a été reconnue comme étant l'une des meilleures publications de la littérature arménienne d'après-guerre. Topalian a regroupé autour de lui des écrivains arméniens connus de France, comme H. Gosdantian, G. Poladian, K. Djizmedjian, H. Zartarian, Z. Vorpouni, N. Sarafian, etc., mais aussi des amis français : H. Juin, P. et G. Bazan, L.-A. Marcel, etc. Outre les textes en prose et les poèmes, les études, les articles d'arménologie, les comptes rendus, on trouve de nombreuses traductions en arménien et en français, des œuvres originales d'écrivains français, ainsi que des pages concernant la peinture, la sculpture et la musique. De plus, chaque volume propose, en cahier séparé, des reproductions d’œuvres d'artistes proches du groupe.

## Œuvres
- (hy) Այգահանդէս, քերթուածներ, 1924-1929 (Chants d'aurore, poésies, 1924-1929) ; [lettre-préface de Vahan Tékéyan], illustrations de l'auteur, Alep, Impr. Arax, 1930.
- (hy) Արեւագալ (Chants solaires), Paris, Impr. Arax, 1936, illustrations de l'auteur.
- (hy) Հրախաղութիւն, 1937-1952 (Feu d'artifice, 1937-1952), Paris, Impr. Araxes, 1950, illustrations de l'auteur.
- (hy) Համայնական Սէր (Amour universel), Paris, Impr. Araxes, 1950, couverture de Shart Haroutiounian.
- Le Jour du monde, Paris, Impr. Araxes, coll. Rythmes, 1966, 2e éd. (1re éd. 1956), illustrations de l'auteur.
- (hy) Արձանագիր, 1951-1959 (Gravure, 1951-1959), Paris, Impr. Araxes, 1960, illustrations de l'auteur, couverture de Shart Haroutiounian.
- Inscrit, Paris, Impr. Araxes, coll.Rythmes, 1962, illustrations de l'auteur.
- (hy) Լուսածնունդ (Luminescence), Paris, Impr. Araxes, 1964.

## Œuvres choisies
- (hy) Արեւագալ (Chants solaires), Erevan, Hayasdan, 1968, coll. Սփիւռքահայ Գրողներ (Écrivains de la Diaspora).
- (hy) Բ. Թօփալեան (P. Topalian), Paris, Erebuni, 1970, Մատենաշար Ժամանակակից Սփիւռքահայ Բանաստեղծութեան (Collection de Poésie arménienne contemporaine de la Diaspora).
- (hy) Դաշտանկար (Paysage), Paris, Quatra, 1976, coll. Les Cahiers de la Quatra, no 4.

En 1949, le chef d'orchestre et compositeur Ohan Dourian (en) met en musique deux poèmes de P. Topalian : (hy) Ամառնային (Pastorale) et Նուէր (Offrande).

## Livres illustrés par P. Topalian
- (hy) Պետրոս Զարոյան, Սեւ ու Ճերմակ (Noir et blanc), Paris, Impr. Araxes, 1941.
- Daniel Varoujan, La Concubine, Bois-Colombes, Union d'entr'aide franco-arménienne, 1955.
- (hy) Գրիգոր Ա. Համբարձումեան, Պրիսմակ, երաժշտասէրի մը օրագիրը, 1954-1959 (Prismes : Journal d'un amateur de musique, 1954-1959), Paris, Andastan, 1959.
- (hy) Երուանդ Պարսումեան, Երգ երգոց (պոէմ), (Le Cantique des Cantiques (poème)), Paris, Impr. Araxes, 1964.
- (hy) Գ. Կ. Կիւլպէնկեան, Վերջին Բազունին (Le dernier Pazouni), Paris, Impr. Araxes, 1965.
- Vahé Godel, Arménie, Paris, Impr. Araxes, 1966, coll. Rythmes.
- Poésies de Paul Bazan, Paris, l'auteur, s.d.

## Diplômes et prix
- Académie nationale d'encouragement : diplôme de médaille d'or du mérite artistique national. Paris, le 19 mai 1933.
- Mérite civil et militaire : diplôme de chevalier. Fait à Paris, le 1er janvier 1945.
- Société nationale des médaillés civils : titularisation et diplôme d'honneur. Fait à Paris, le 1er janvier 1947.
- Association amicale franco-britannique : diplôme de Croix d'honneur pour dévouement et services éminents rendus à la cause des Alliés pendant la période de la résistance à l'ennemi, 1940-1944. Paris, le 5 février 1949.
- Ville de Clichy-la-Garenne. Salon de printemps : diplôme mention honorable. Le 29 mars 1958.
- Le Mérite national français : diplôme de Médaille de bronze pour services exceptionnels rendus à la collectivité humaine. Le 10 mars 1961.
- Arts-sciences-lettres : diplôme de Médaille Argent. Paris, le 6 mai 1962.
- Attribution posthume du Prix de la Ville de Deuil-la-Barre aux œuvres de Puzant Topalian, 28 mai 1971.
- Comité national du souvenir Missak Manouchian : diplôme d'honneur. Paris, 17 février 2006 (attribution posthume).

### En français
- Puzant Topalian / textes de Hubert Juin, Henri Sper, Roger Ville, Paris, Impr. Araxes, 1962, coll. Rythmes.
- Jean Groffier, « Puzant Topalian, une personnalité arménienne », Mercure (Bruxelles), 11 août 1962.
- Paul Bazan, « Kaléidoscope », L'Information médicale et paramédicale (Montréal), 16 février 1965, p. 33.
- Jean Groffier, « Puzant Topalian : une voix de l'Arménie, Le Jour du Monde », Synthèses (Bruxelles), avril-mai 1965, nos  227/228, p. 489-492.
- L’Épopée de Puzant Topalian : peinture et œuvres graphiques / textes de Vahé Godel, Jean Groffier, Roger Ville… et al., Paris, Impr. Araxes, 1966.
- Puzant Topalian : paintings & graphics / articles de Jean Chabanon, Raymond Charmet, Marcel Espiau, Marie-Thérèse Maugis, Henri Héraut, Paris, Impr. Araxes, 1966.
- Jean Groffier, « Le peintre de l'Arménie secrète : Puzant Topalian », Les Cahiers de Carrefour de Provence, no 6, Printemps 1967.
- Anahide Ter Minassian, « Les Arméniens de Paris depuis 1945 », dans Antoine Marès et Pierre Milza (dir.), Le Paris des étrangers depuis 1945, Paris, Éditions de la Sorbonne, 1995, 470 p. (ISBN 978-2859442569, lire en ligne), p. 205-239
- Krikor Beledian, Cinquante ans de littérature arménienne en France : Du même à l'autre, CNRS Éditions, 2001, 487 p. (ISBN 978-2-271-05929-1), p. 294-297, 368-378, 409-412, 420-425, 443 et 459
- Sarah Djergaïan, « Un territoire de l’identité arménienne : le 9e arrondissement de Paris », Hommes & Migrations, no 1265 « Diaspora arménienne et territorialités »,‎ janvier-février 2007, p. 54-68 (lire en ligne)
- Nisan Mateos Boyacioglu, Auto-traductions françaises dans la littérature arménienne de diaspora, Paris, INALCO (thèse de doctorat de langue, littérature et société ès traductologie littéraire), 2009.
- Krikor Beledian, « D'un exil à l'autre, les lieux disloqués. Littérature arménienne en France », Hommes & Migrations, no 1288,‎ novembre-décembre 2010, p. 138-146 (lire en ligne)
- (en + hy + tr) « Kambourian Collection-Paris,France », Houshamadyan,‎ 2017 (lire en ligne)

### En arménien
- (hy) Zareh Vorpouni (Զ[արեհ] Մ. Որբունի), « Տեսակցութիւններ » (« Entrevues »), Loussapats, 1re a., no 1, octobre 1938.
- (hy) Զարեհ Գազազեան, « Սփիւռքի բանաստեղծները, 1. Բիւզանդ Թօփալեան » (« Les poètes de la Diaspora, 1. Puzant Topalian »), Haratch, 18, 21, 23 et 28 juillet 1948.
- (hy) Գեւորգ Ա. Սարաֆեան, Պատմութիւն Անթէպի հայոց (Armenian history of Aintab), t. 2., p. 774, Los Angeles, Union of the Armenians of Aïntab in America, 1953.
- (hy) Nichan Béchiktachlian (Նշան Պէշիկթաշլեան), Մոմիաներ, նորագոյն ծաղրանկարներ (Momies : caricatures récentes), Paris, Impr. A. Der Agopian, 1954, p. 149-158.
- (hy) Կարօ Փօլատեան, Զրոյց (Entretien), t. 2, Le Caire, Imprimerie Յուսաբեր, 1961, p. 253-255 et 260-261.
- (hy) Ե[ղիշէ] Այվազեան, « Մեր մտքի եւ քերթողութեան երթն ու Բ. Թօփալեանի խոյանքը » (« Le cours de notre pensée et de notre poésie et l'élévation spirituelle de P. Topalian »), Zvartnots, 1er mars et 15 mai 1961.
- (hy) Zareh Vorpouni (Զ[արեհ] Մ. Որբունի), « Տեսակցութիւն Բիւզանդ Թօփալեանի հետ » (« Entretien avec Puzant Topalian »), Գրական ամսաթերթ, no 4, mars 1962.
- (hy) Գ. Արտաւազդ, « Սփիւռքահայ մշակոյթի գործիչներ. Բիւզանդ Թօփալեան » (« Acteurs culturels de la Diaspora arménienne : Puzant Topalian »), Սովետական Հայաստան, no 3(240), mars 1966, p. 16-18.
- (hy) « Այս օրերուն, մեր մէջ կը գտնուի բանաստեղծ եւ նկարիչ Բիւզանդ Թօփալեան... » (« Le peintre et poète Puzant Topalian est parmi nous ces jours-ci »), Բագին, 1967, no 2, p. 30-31.
- (hy) Սարգիս Պալեան, « Տեսակցութիւն Բիւզանդ Թօփալեանի հէտ » (« Entretien avec Puzant Topalian »), Ջահակիր, 17e a., no 1, février 1967, p. 63-65.
- (hy) « Զրոյց գրչեղբայների հետ. Բիւզանդ Թօփալեան » (« Entretien avec des frères de plume : Puzant Topalian »), Սովետական գրականութիւն, no 11, novembre 1969, p. 148-150.
- (hy) Մարտին Միգայելեան, « Հէռու եւ մոտիկ աշխարհ » (« Monde proche et lointain »), Սովետական արուեստ, 1970, no 1, p. 42-43.
- (hy) Գրիգոր Ա. Համբարձումեան, Քալէիտոսքոփ 1970 (Kaléidoscope 1970), Paris, Galerie Framond, 1970, p. 18, 47, 330-332, 398-402.
- (hy) Թորոս Թորանեան, « Հայ գրի ու արուեստի նուիրեալը » (« Une existence vouée aux lettres et à l'art arméniens »), Գրական թերթ, 15 mai 1970.
- (hy) Նազարէթ Թօփալեան, « Եղերերգ բանաստեղծի մը դագաղին վրայ » (« Élégie sur la tombe d'un poète »), Զարթօնք, 20 mai 1970.
- (hy) Ժ[իրայր] Միրիճեան, « Բիւզանդ Թօփալեան բանաստեղծ-նկարիչը » (« Puzant Topalian, poète et peintre »), Haratch, 22 mai 1970.
- (hy) Շահէ Տատուրեան, « Բիւզանդ Թօփալեան », Սովետական գրականութիւն, no 8, août 1970, p. 146-148.
- (hy) Գ[րիգոր] Պօղարեան, « Բիւզանդ Թօփալեան (1902-1970) », Հայ Անթէպ, vol. 11, 1970, no 3 (41), p. 71-73.
- (hy) Աւետիս Տէր Սահակեան, « Ընկերական յուշեր Բիւզանդ Թօփալեանէն » (« Souvenirs amicaux de Puzant Topalian »), Հայ Անթէպ, vol. 11, 1970, nos  42/43, p. 74-78.
- (hy) Մինաս Թէօլէօլեան, Դար մը գրականութիւն (Un siècle de littérature), 2e éd., t. 2, Boston, 1977, p. 233-234.
- (hy) Գրիգոր Ա. Համբարձումեան, Քալէիտոսքոփ, (Kaléidoscope), San Lazzaro, Casa editrice armena, 1986, p. 135, 162-164.
- (hy) Վազգէն Գաբրիելեան, Սփիւռքահայ գրականութիւն... (Littérature de la diaspora arménienne), Erevan, Presses universitaires de Erevan, 1987, p. 70-76.
- (hy) Ստեփան Թոփչեան, Անհունի անդրադարձը (L’Écho de l'infini), Erevan, L’Écrivain soviétique, 1987, p. 254-259.
- (hy) Լեւոն Սոփոկլեան, « Ենթագիտակցութեամբ զրահուած Բիւզանդ Թօփալեան » (« Puzant Topalian, protégé par son subconscient »), Դիմաստուերներ (Profils), Glendale, 1987, p. 52-54.
- (hy) Շահէն Խաչատրեան, Ֆրանսահայ կերպարուեստ (Plasticiens arméniens de France), Erevan, Anahit, 1991, p. 76.
- (hy) Երուանդ Պապայեան, Պատմութիւն Անթէպի Հայոց (Armenian history of Aintab), t. 3, Los Angeles, 1994, p. 698.
- (hy) N° spécial consacré à P. Topalian, Յառաջ - Միտք եւ Արուեստ, supplément littéraire du journal Haratch, 1er juin 2003.

### Autres
- Hourie Ipékian [puis] Raymond Kévorkian, IBN Index Bio-Bibliographicus Notorum Hominum, Pars C, Sectio Armeniaca, vol. 1, Osnabrück, Biblio Verlag, 1982, p. 350 et vol. 3, 1986, p. 485 et 503.